# Henri Terrasson de Fougères
Henri Terrasson de Fougères né le 20 février 1881[réf. nécessaire] à Beaucaire (Gard) et mort à Mâcon le 5 mai 1931, fut lieutenant-gouverneur du Haut-Sénégal-Niger (de 1920 à 1922) puis gouverneur général du Soudan français (de 1924 à 1931).

## Biographie

### Famille
Jean Henri Terrasson de Fougères est le fils de Henri Paul Terrasson de Fougères, conservateur des Hypothèques, et de Zoé Lucrèce Pascal. Il est issu d'une ancienne famille bourgeoise du Vivarais, originaire du Teil qui remonte à Antoine Terrasson, établi à  Langogne (Lozère) au début du XVIIe siècle, dont le fils Vital Terrasson, né en 1644, consul de Langogne en 1673, épousa en 1655 Louise de Fougères.
Il épousa le 19 mai 1927 au consulat de France à Bizerte, Andrée Joséphine Amélie Marie Antoine (1898-1983), fille de Marc Silas Antoine, général de brigade et de Françoise Joséphine Boyet, d'où deux fils : Henri (1928-2001), commandant de la marine marchande et Marc (1929-1998), ingénieur de l'École Polytechnique.
Chantal Terrasson de Fougères, épouse de Blaise Compaoré, ex-président du Burkina Faso, est  l'une de ses descendantes.

### Carrière
À sa sortie de l'École coloniale, il fut nommé administrateur des colonies et partit presque immédiatement pour l'Afrique-Occidentale française où devait se dérouler sa carrière.
Entre 1920 et 1922, il fut lieutenant-gouverneur du Haut-Sénégal-Niger. Il s'y opposa en particulier aux méthodes préconisées par le gouverneur Merlin sur l’application de la circulaire de 1922 en matière de recensement de la population.
En mars 1920, puis du 21 août 1921 à 1924, il exerça par intérim le gouvernement du Soudan français, dont il fut nommé gouverneur général le 26 février 1924, fonction qu'il occupa jusqu'à sa mort, survenue dans un accident de voiture à Mâcon le 5 mai 1931.
En 1923 et 1924, il fit construire à Dakar l'École vétérinaire de l'AOF. La même année, il fit achever à Koulikoro la gare du chemin de fer du Dakar-Niger. Le 3 janvier 1924, alors qu'il était lieutenant-gouverneur par intérim, il assista à l'érection du monument commémoratif de Bamako « aux héros de l'Armée noire ». Le 30 mars 1925, il institua par décret un collège électoral indigène, dont le conseil d'administration du Soudan français comprit dès lors des représentants. En 1927, il construisit à Bamako une chaussée submersible permettant d'établir un point de franchissement du Niger.
Terrasson de Fougères et le gouverneur Louveau qui lui succéda, réussirent la métamorphose de Bamako, la modelant à l'image d'une véritable grande ville.
Il publia en 1905, une étude sur les mœurs matrimoniales des Avikam, en Côte d'Ivoire.

## Décoration
Officier de la Légion d'honneur, chevalier de l'ordre de l'Étoile noire et officier d'Académie.[réf. nécessaire]

## Hommages
- Une avenue d'Abidjan porte son nom;
- Un monument à sa mémoire subsiste à Bamako (Mali);
- A Bamako, un lycée porta son nom jusqu'en 1961, ayant succédé à l’"École professionnelle des Fils de Chefs" qu'il avait fait construire en 1923-1924[7]. Cet établissement porte aujourd'hui le nom de "lycée Askia Mohamed".